# Heinrich Brunner (Politiker)
Heinrich Brunner (* 13. Juli 1877 in Löhlbach; † 21. März 1956 in Kassel) war ein deutscher Politiker und Abgeordneter des Provinziallandtages der preußischen Provinz Hessen-Nassau.

## Leben
Heinrich Brunner wurde nach seinem Studium Lehrer und betätigte sich politisch. Er schloss sich der SPD an und wurde 1919 Abgeordneter des 45. Kurhessischen Kommunallandtages des Regierungsbezirks Kassel. Aus dessen Mitte wurde er zum Abgeordneten des Provinziallandtages der Provinz Hessen-Nassau
gewählt und war hier Mitglied des Rechnungsprüfungs- und Hauptausschusses.